# 黃品源
黃品源（英語：Huang Pin-yuan，1968年3月17日—），台灣男歌手、主持人、演員。

## 生平
黃品源1968年3月17日出生於臺中市，嶺東商專國際貿易科畢業。20歲時與哥哥報名參加「第一屆青春之星校際音樂大賽」，獲得第二名。之後，他向製作人沈光遠自薦自己的創作，而得其賞識，正式與他簽約。1990年4月，黃品源正式推出第一張專輯《男配角心聲》，由滾石唱片發行,其中《你怎麼捨得我難過》一曲大熱，亦成為經典歌曲。2002年以《7-ELEVEN之戀》榮獲第39屆金馬獎最佳原創電影歌曲獎，2002年4月，黃品源主持中國電視公司綜藝節目《綜藝大哥大》（當時與張菲、康康合作主持），奠定主持深厚的基礎，榮獲第39屆電視金鐘獎最佳綜藝節目主持人獎。2012年憑電視劇《雨夜花》入圍第47屆金鐘獎戲劇節目最佳男主角獎。
黃品源於1995年與巫若萍（藝名蜜兒，前少女團體「Apple Pie」成員）結婚，育有1子1女。於2013年與巫若萍離婚。
2019年1月5日 國立台灣大學體育館舉辦了「星火燎源」演唱會（嘉賓：周華健）
2023年12月9日 上海靜安體育館舉辦了「再見小薇」巡迴演唱會
黃品源於2024年與俄羅斯鋼琴家艾琳（Alina Gorshenina）結婚。

## 音樂作品

### EP
- 《我在北京過了冬》(2021-06)
- 《我溫暖可愛的家》(2022-01)
- 《傷停時間》(2023-04)

### 個人專輯
| 1. | 你的眼淚                 |
| 2. | 你怎麼捨得我難過         |
| 3. | 兄弟情（黃品潔合唱）     |
| 4. | 寂寞                     |
| 5. | 從現在開始思念你         |
| 6. | 我該用什麼樣的心來對待你 |
| 7. | 沒有別人能夠             |
| 8. | 別再回首                 |
| 9. | 是否能夠飛到未來         |

| 1. | 誰能讓時間倒轉                          |
| 2. | 流浪的心（粵語版：張學友 - 一顆不變心） |
| 3. | 回到昨夜的夢裡                          |
| 4. | 愛不要說抱歉                            |
| 5. | 我會在回家的路上等你（黃品潔合唱）      |
| 6. | 給了你最真的我的心                      |
| 7. | 晚安，我的愛                            |
| 8. | 當我再次接到電話的時候                  |
| 9. | 別再讓我想起了你                        |

| 1. | 它給我不同的快樂   |
| 2. | 花與蝶             |
| 3. | 縱然有一天我們分離 |
| 4. | 月夜情書           |
| 5. | 永遠攏共款（台語） |
| 6. | 雨後的彩虹         |
| 7. | 大海的煩惱         |
| 8. | 遠離激情那一天     |
| 9. | 停留在我心中的靈魂 |

| 1.  | 唯一的路             |
| 2.  | 路邊一支草           |
| 3.  | 握握手•好嗎          |
| 4.  | 依舊的我             |
| 5.  | 好男人的寂寞         |
| 6.  | 留下來陪你生活       |
| 7.  | 我要來去作兵（台語） |
| 8.  | 無言的山丘           |
| 9.  | 夢中緣               |
| 10. | 城市的日子           |
| 11. | 不喜歡說•再見        |

| 1.  | 愛你到永遠         |
| 2.  | 別離開我           |
| 3.  | 交過心的人         |
| 4.  | Baby Don't Cry     |
| 5.  | 為何你就這樣走     |
| 6.  | 我的目屎（台語）   |
| 7.  | 流浪的歌手         |
| 8.  | 愛是痛苦           |
| 9.  | 愛你到永遠         |
| 10. | Clean Up The World |

| 1.  | 一去不回的人       |
| 2.  | 新年快樂           |
| 3.  | 最夢的夢是最痛的痛 |
| 4.  | 是否還愛著我       |
| 5.  | 站在你身邊         |
| 6.  | 春風吹（台語）     |
| 7.  | Oh!My Girl         |
| 8.  | 心所愛的人（台語） |
| 9.  | 半暝的路燈（台語） |
| 10. | 真久沒看（台語）   |

| 1.  | 孤鳥       |
| 2.  | 兄弟       |
| 3.  | 愛你無藥醫 |
| 4.  | 圓夢       |
| 5.  | 愛是啥覓   |
| 6.  | 拆散       |
| 7.  | 傷到心     |
| 8.  | 青春戀歌   |
| 9.  | 無心的人   |
| 10. | 呷茶       |

| 1.  | 愛情香           |
| 2.  | 藍色計程車       |
| 3.  | 十字街口         |
| 4.  | 衡量             |
| 5.  | 未曾留下地址     |
| 6.  | 給我你的愛       |
| 7.  | 秘密收藏         |
| 8.  | 你怎麼忍心讓我哭 |
| 9.  | 樹的回憶         |
| 10. | 難釋懷           |

| 1.  | 那麼愛你為什麼（莫文蔚合唱） |
| 2.  | 狠不下心                     |
| 3.  | 你都在身邊                   |
| 4.  | 塑膠花                       |
| 5.  | 回家的路                     |
| 6.  | 城市情人夢                   |
| 7.  | 徵婚啟事（品冠合唱）         |
| 8.  | 寂寞夜快車                   |
| 9.  | 誰是誰                       |
| 10. | 很自然                       |

| 1.  | 別忘記聯絡                            |
| 2.  | 海浪                                  |
| 3.  | 睡了沒                                |
| 4.  | 愛了半天                              |
| 5.  | 不知誰娶到你（台語）                  |
| 6.  | 麻糬（台語，與萬芳合唱）              |
| 7.  | 一百種可能（OT：中島美雪 - 木曜の夜） |
| 8.  | 樓上的人兒                            |
| 9.  | 公路電影                              |
| 10. | 超級星期天                            |

| 1.  | 三月小雨（任賢齊、小蟲、陳昇合唱） |
| 2.  | 簡單情歌                           |
| 3.  | 小薇                               |
| 4.  | 雪花                               |
| 5.  | 雨衣                               |
| 6.  | 我親愛的                           |
| 7.  | 笑著讓你走（大支合唱）             |
| 8.  | 禁忌的愛                           |
| 9.  | 多好                               |
| 10. | 小薇（Remix）                      |

| 1. | 風兒輕輕吹     |
| 2. | 卻上心頭       |
| 3. | 小雨打在我身上 |
| 4. | 誰在眨眼睛     |
| 5. | 遲到           |
| 6. | 若是你在我身邊 |
| 7. | 三月裡的小雨   |

| 1.  | 情人                                     |
| 2.  | 白鷺鷥（台語）                           |
| 3.  | 長假                                     |
| 4.  | 你呀你                                   |
| 5.  | 少年悍將（OT：帕妃 - Teen Titans Theme） |
| 6.  | 望情歌                                   |
| 7.  | 錯覺                                     |
| 8.  | 不要害怕                                 |
| 9.  | 她教我的事                               |
| 10. | 感謝                                     |
| 11. | 風中花                                   |

| 1.  | 愛你！愛你！       |
| 2.  | 孤單愛情海         |
| 3.  | 永遠有多遠         |
| 4.  | 你怎麼會這樣離開我 |
| 5.  | 眼淚忘了藏         |
| 6.  | 欠一個吻           |
| 7.  | 傷心的婚紗         |
| 8.  | 那個夏天           |
| 9.  | 要愛就快一點       |
| 10. | 琵琶女             |

| 1.  | 雙魚的責任               |
| 2.  | 達令我愛你               |
| 3.  | 怎麼會讓我失去你         |
| 4.  | 珍惜我的愛（梁詠琪合唱） |
| 5.  | 新的老朋友               |
| 6.  | 桃花源                   |
| 7.  | 就算痛的是我             |
| 8.  | 猜火車                   |
| 9.  | 原來有你                 |
| 10. | 給我你的手               |

| 1.  | 為什麼你不再愛我                 |
| 2.  | 不想說再見                       |
| 3.  | 山櫻花                           |
| 4.  | 上海灘夜未眠                     |
| 5.  | 你不會再孤單                     |
| 6.  | 光棍日記                         |
| 7.  | 寶貝乖乖睡 - 搖籃曲              |
| 8.  | 愛免講那麼多（台語）             |
| 9.  | 你怎麼捨得我難過（Music Corner） |
| 10. | 寂寞旋律（Instrumental）         |

### 精選集
- 《抒情精選》（1993年11月1日）
- 《生活精選》（1994年1月28日）
- 《夢想在這裡發光 漢神之歌》（1995年5月6日，新歌：《夢想在這裡發光》）
- 《3D 精選輯》（1999年10月）
- 《十年濃情 情歌精選》（2000年9月27日）
- 《漫漫歲月情-黃品源珍藏集》（2002年10月）
- 《黃品源 十載濃情精選》（2002年10月）
- 《滾石香港黃金十年 黃品源精選》（2002年12月23日）
- 《淚光閃閃，源來有你》（2006年12月8日，新歌：《淚光閃閃》）

### 演唱會專輯
- 「黃品源來愛你十年濃情香港演唱會實錄」（2002年12月1日）
- 「簡單情歌香港演唱會」（2003年1月7日）

## 演出作品

### 電視劇
- 華視
  - 《阿足》（1996年）飾演 吳天良
  - 《爸爸的本尊》（1998年）飾演 伍復才
- 台灣公共電視
  - 《人生劇展──六輪之戀》（2002年）
- 中視
  - 《老王同學會》（2009年）
- 東森綜合台
  - 《好美麗診所》飾演 萬德福
- 三立台灣台
  - 《雨夜花》飾演 蔡信雄（2012年）
- 中國大陸
  - 《我在锡林郭勒等你》飾演 黃光（客串）（2015年）

### 電影
- 《無言的山丘》飾演-阿屘
- 《超級班長》飾演-董震威
- 《7-ELEVEN之戀》飾演-蔡某
- 《九龍冰室》飾演-皇子
- 《重案黐孖GUN》（又名：衝鋒陷陣）飾演-馬林
- 《帶一片風景走》飾演-智輝

## 主持作品

### 電視節目
- 三立都會台《音樂產房》（與黃韻玲主持）
- 華視《全能運動王》（與徐乃麟、徐華鳳主持）
- 華視《我們的那首歌》（與楊千霈主持）
- 高點綜合台《集樂台灣》（外景節目）
- 中視《綜藝大哥大》（先與張菲、康康主持，後與張菲、聶雲主持，後與張菲、都拉斯主持）
- 八大綜合台《十點同樂會》（與況明潔主持）
- 華視《綜藝菲常讚》（與洪都拉斯、聶雲為第1集助理主持人）

## 獎項紀錄

### 金曲獎
| 年份   | 頒獎典禮    | 得獎作品 | 獎項名稱               | 結果 |
| 1992年 | 第4屆金曲獎 | 《真心》 | 最佳國語歌曲男演唱人獎 | 提名 |

### 電視金鐘獎
| 年份   | 頒獎典禮     | 得獎作品       | 獎項名稱         | 結果 |
| 2004年 | 第39屆金鐘獎 | 《綜藝大哥大》 | 綜藝節目主持人獎 | 獲獎 |
| 2005年 | 第40屆金鐘獎 | 《綜藝大哥大》 | 綜藝節目主持人獎 | 提名 |
| 2006年 | 第41屆金鐘獎 | 《綜藝大哥大》 | 綜藝節目主持人獎 | 提名 |
| 2012年 | 第47屆金鐘獎 | 《雨夜花》     | 戲劇節目男主角獎 | 提名 |

### 金馬獎
| 年份   | 頒獎典禮     | 得獎作品             | 獎項名稱       | 結果 |
| 2002年 | 第39屆金馬獎 | 雨衣《7-ELEVEN之戀》 | 最佳電影歌曲獎 | 獲獎 |

## 外部連結
- 黃品源的Facebook專頁